# Hōlua

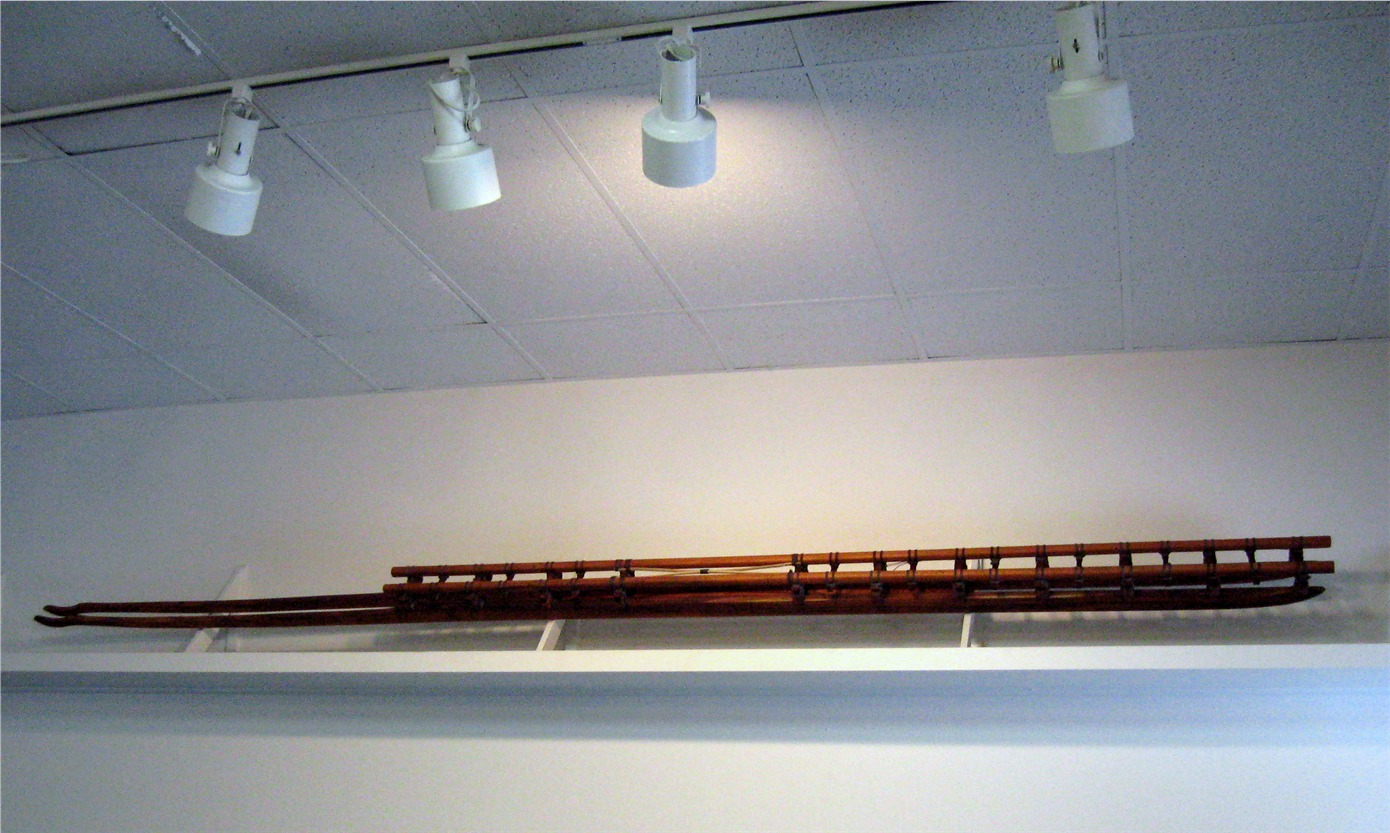
Reproduction d'un papa hōlua au musée de Keauhou.

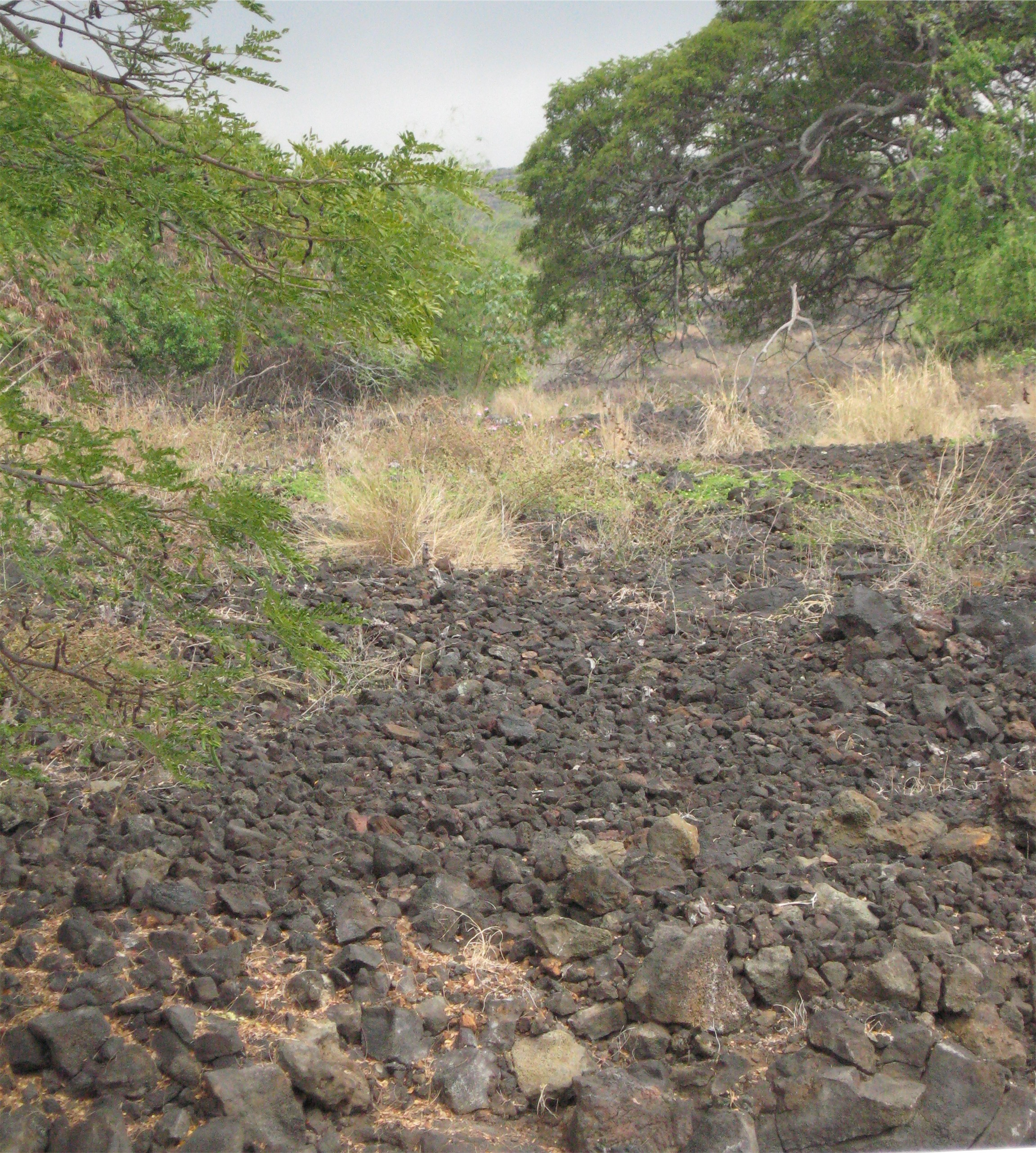
Vestige du kahua hōlua de Keauhou.

Le hōlua ou heʻe hōlua est un ancien sport traditionnel hawaïen vieux de 2 000 ans qui consiste, au moyen d'une luge, à descendre une pente à la manière d'un surfeur sur une vague. Cette pratique est aussi un moyen d'honorer les dieux de la mythologie hawaïenne, notamment Pélé, la déesse du feu et des volcans, et pouvait aussi servir de moyen de transport.

## Histoire
Le participant prend place sur un papa hōlua, une luge de bois de kauila (Alphitonia ponderosa ou Colubrina oppositifolia), uhiuhi (Caesalpinia kavaiensis) ou māmane (Sophora chrysophylla) long de 3,7 mètres, large de 15 centimètres et haut de quelques centimètres reposant sur deux patins, sur lequel il se tient soit debout, soit à genoux, soit allongé. Il descend alors un kahua hōlua, une pente naturelle ou spécialement aménagée dont la surface est couverte de blocs de lave, en dépassant parfois les 80 km/h. Dans l'ensemble de l'archipel d'Hawaï, 57 kahua hōlua ont été recensés. Du fait des conditions de pratique de ce sport, les accidents peuvent conduire à des blessures graves, voire la mort.
Les missionnaires arrivés dans l'archipel à partir du début du XIXe siècle interdisent ce sport et la dernière compétition de hōlua se tient en 1825. Après plusieurs années de construction d'un papa hōlua et d'aménagement d'un kahua hōlua, un Hawaïen a effectué une descente de hōlua en 2005.